# Strategische Raketentruppen Russlands

Emblem

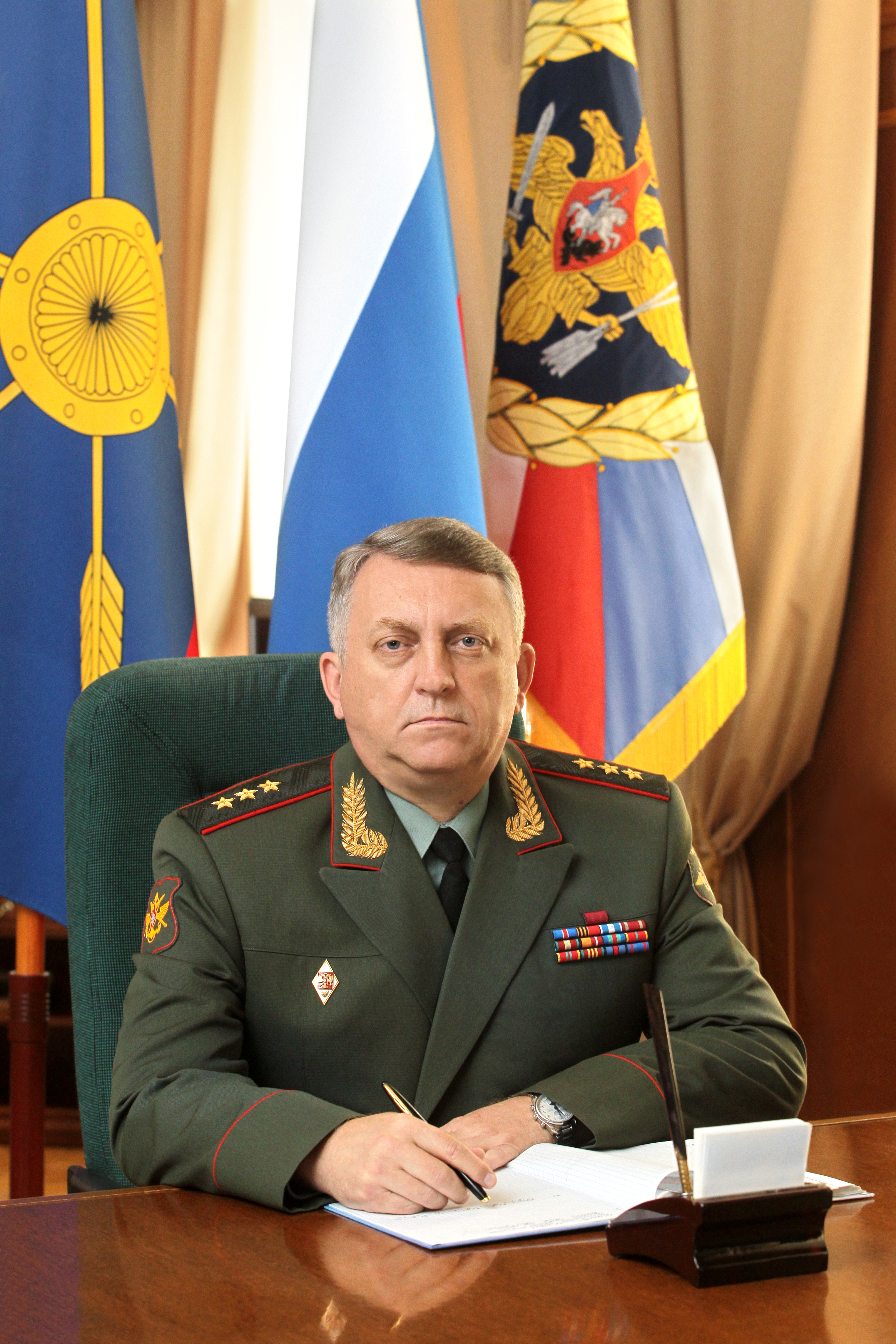
Sergei Karakajew (2015)

Die Strategische Raketentruppen Russlands / Raketentruppen strategischer Bestimmung (ru. Ракетные войска стратегического назначения, РВСН [Raketnyje wojska strategitscheskowo nasnatschenija Rossijskoj Federazii, RWSN]) sind die bodengestützte Hauptkomponente der Strategischen Kernwaffenkräfte Russlands. Sie sind, wie auch die seegestützte Komponente der Marine Russlands, zur nuklearen Zügelung (Abschreckung) eines möglichen Aggressors bestimmt.
Russland verfügt nach westlichen Informationen 2021 über 6255 Atomsprengköpfe, 4830 waren Stand 2009 operativ nutzbar. Im Rahmen von Rüstungskontrollabkommen wird laufend über die Begrenzung der nuklearen Streitmacht verhandelt, zuletzt seit 2009 über New START.
Sie sind in der Lage, im Bestand der Strategischen Kernwaffenkräfte oder selbstständig massierte, Gruppen- oder Einzelschläge auf strategische Objekte zu führen. In der Bewaffnung stehen bodengestützte interkontinentale ballistische Raketen mit Kernladung.
Kommandeur der Strategischen Raketentruppen Russlands ist seit Juni 2010 Generaloberst Sergei Wiktorowitsch Karakajew (ru. Каракаев Сергей Викторович, Командующий Ракетными войсками стратегического назначения, Генерал-полковник).
Die Strategischen Raketentruppen Russlands haben drei Armeen und folgende Formationen in ihrem Bestand (Stand August 2019):
- drei operative Raketenverbände (Raketenarmeen):
  - Wladimirer operativer Raketenverband (ru. Владимирское ракетное объединение) / Wiitebsker Rotbanner-Garde-Raketenarmee (ru. гвардейская ракетная Витебская Краснознамённая армия) mit Stab in Wladimir;
  - Orenburger operativer Raketenverband (ru. Оренбургское ракетное объединение) / Orenburger Raketenarmee (ru. Оренбургская ракетная армия) mit Stab in Rostoschi, Gebiet Orenburg;
  - Omsker operativer Raketenverband (ru. Омское ракетное объединение) / Berislawa-Chinganer, zweifach mit Rotbannerorden und Suworoworden ausgezeichnete Garde-Raketenarmee (ru гвардейская ракетная Бериславско-Хинганская дважды Краснознамённая, ордена Суворова армия) mit Stab in Omsk.
- Raketenverbände:
  - Bologojer Raketenverband (ru. Бологоевское ракетное соединение / гвардейская Краснознаменная Режицкая ракетная дивизия);
  - Barnauler Raketenverband (ru. Барнаульское ракетное соединение / ракетная Краснознаменная орденов Кутузова и Александра Невского дивизия);
  - Irkutsker Raketenverband (ru. Иркутское ракетное соединение / гвардейская ракетная Витебская ордена Ленина Краснознаменная дивизия);
  - Joschkar-Oliner Raketenverband (ru. Йошкар-Олинское ракетное соединение / Киевско-Житомирская ордена Кутузова III степени ракетная дивизия);
  - Koselsker Raketenverband (ru. Козельское ракетное соединение / гвардейская Краснознаменная дивизия);
  - Nowosibirsker Raketenverband (ru. Новосибирское ракетное соединение / гвардейская Глуховская ордена Ленина, Краснознаменная орденов Суворова, Кутузова и Б.Хмельницкого ракетная дивизия);
  - Tatischtschewoer Raketenverband (ru. Татищевское ракетное соединение / Таманская ракетная ордена Октябрьской революции Краснознаменная дивизия);
  - Tagiler Raketenverband (ru. Тагильское ракетное соединение /Тагильская ракетная дивизия);
  - Tejkowoer Raketenverband (ru. Тейковское ракетное соединение / гвардейская ракетная ордена Кутузова дивизия);
  - Ushurer Raketenverband (ru. Ужурское ракетное соединение / Краснознаменная ракетная дивизия);
  - Jurjaer Raketenverband (ru. Юрьянское ракетное соединение / Мелитопольская Краснознаменная ракетная дивизия);
  - Jasnyjer Raketenverband (ru. Ясненское ракетное соединение / Ракетная Краснознаменная дивизия).
- Weitere militärische Einrichtungen:
  - Staatliches zentrales Mehrzweck-Polygon des Verteidigungsministeriums der RF (ru. Государственный центральный межвидовой полигон Министерства обороны Российской Федерации);
- Schulungszentren und Technikerschulen (ru. Учебные центры и школы техников)
  - 161. Technikerschule, Gebiet Astrachan (ru. 161-я школа техников РВСН, Астраханская область);
  - 90. Regionales Mehrzweck-Schulungszentrum der Strategischen Raketentruppen, Gebiet Jaroslawl (ru. 90-й Межвидовый региональный учебный центр Ракетных войск стратегического назначения, Ярославская область).
  - Regionales Mehrzweck-Schulungszentrum der Strategischen Raketentruppen, Gebiet Pskow (ru. Межвидовой региональный учебный центр Ракетных войск стратегического назначения, Псковская область).
- Akademische Lehreinrichtung (ru. Высшие военно-учебные заведения):
  - Militärakademie der Strategischen Raketentruppen „Peter der Große“ (ru. Военная академия Ракетных войск стратегического назначения им. Петра Великого).

Aktualität der Angaben im nachfolgenden Abschnitt ungeprüft:
Die Strategischen Raketentruppen wurden am 24. März 2001 durch ein Dekret des russischen Präsidenten gegründet und stehen historisch gesehen in Zusammenhang mit der 1959 gegründeten Teilstreitkraft der sowjetischen Streitkräfte (in der offiziellen Rangfolge der Teilstreitkräfte der Sowjetarmee hatten die Raketentruppen noch vor den Landstreitkräften den ersten Rang eingenommen). Im Juni 2001 wurden die Weltraumtruppen aus den Strategischen Raketentruppen ausgegliedert und in eine separate Unterabteilung der Gesamtstreitkräfte zusammengefasst.
- Zentralkommandostelle in Wlassicha bei Moskau
  - 27. Raketenarmee in Wladimir mit fünf Raketendivisionen, ihr unterstellt sind 155 Raketen
  - 31. Raketenarmee in Orenburg mit zwei Raketendivisionen, 47 Raketen
  - 33. Raketenarmee in Omsk mit vier Raketendivisionen, 118 Raketen

Eine vierte, die 53. Raketenarmee in Tschita, wurde 2002 aufgelöst.
Die Mannschaftsstärke beträgt derzeit 50.000 Soldaten.
Anzahl der Systeme und Sprengköpfe

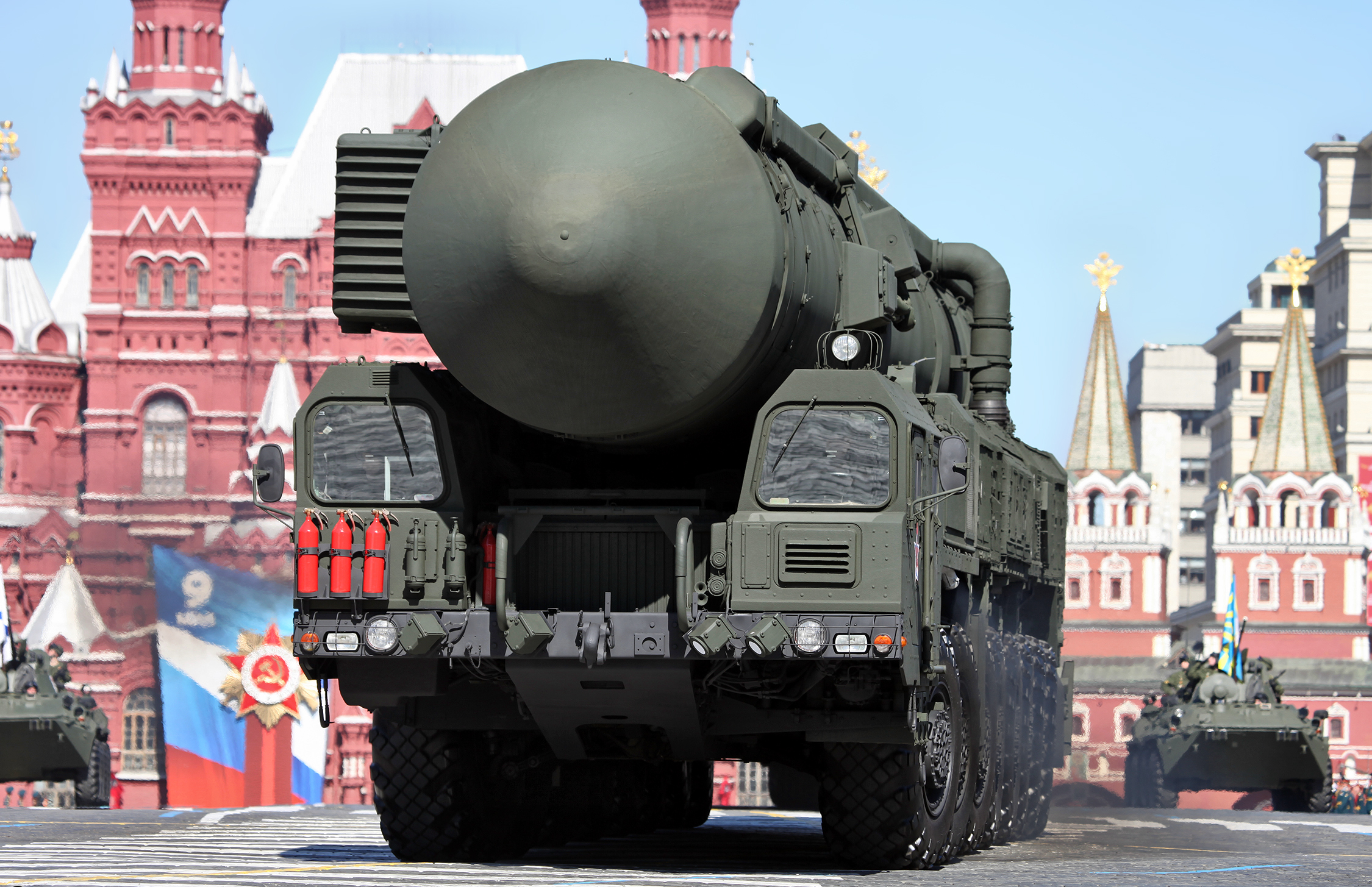
Topol-M-Trägerrakete zur Parade am Tag des Sieges in Moskau (2015).

- 46 silobasierte Interkontinentalraketensysteme vom Typ R-36M2 (SS-18 Satan) mit je 10 Sprengköpfen bzw. insgesamt 460 Sprengköpfen. Disloziert auf dem Raketenstützpunkt Komarowski (Dombarowski-3) bei Jasny und in Solnetschny nahe Uschur.
- 2 silobasierte Interkontinentalraketensysteme UR-100NUTTH bzw. RS-18 (SS-19 Stiletto) mit Awangard-Trägerraketen mit je 1 Sprengkopf (= 2 Sprengköpfe). Stationiert bei Komarowski (Oblast Orenburg).
- 45 mobile Interkontinentalraketensysteme RS-12M Topol (SS-25 Sickle) mit je einem Sprengkopf (= 45 Sprengköpfe). Stationierungsräume: Joschkar-Ola, Irkutsk, Sibirski bei Barnaul und Wypolsowo bei Surskoje (Oblast Uljanowsk).
- 60 silobasierte Interkontinentalraketensysteme RS-12M2 Topol-M (SS-27 Sickle-B) mit je einem Sprengkopf (= 60 Sprengköpfe) in Tatischtschewo.
- 18 mobile Interkontinentalraketensysteme RS-12M2 Topol-M (SS-27 Sickle-B) mit je einem Sprengkopf (= 18 Sprengköpfe). Stationierungsraum: Teikowo.
- 135 mobile Interkontinentalraketensysteme RS-24 Jars (SS-27 Mod. 2 Sickle-B) mit 4 Sprengköpfen (= 540 Sprengköpfe), stationiert bei Teikowo, Nowosibirsk, Joschkar-Ola, Irkutsk, Barnaul und Nischni Tagil.
- 14 silobasierte Interkontinentalraketensysteme RS-24 Jars-M (SS-27 Mod. 3 Sickle-B) mit 4 Sprengköpfen (= 56 Sprengköpfe), stationiert bei Koselsk.